# Battaglia del Granico
La battaglia del Granìco, nel maggio del 334 a.C., fu la prima grande vittoria di Alessandro Magno contro l'Impero Persiano. Svoltasi nell'Asia nord-occidentale, vicino a Troia, Alessandro riuscì a sconfiggere le forze dei satrapi persiani dell'Asia minore.

## Forze in campo

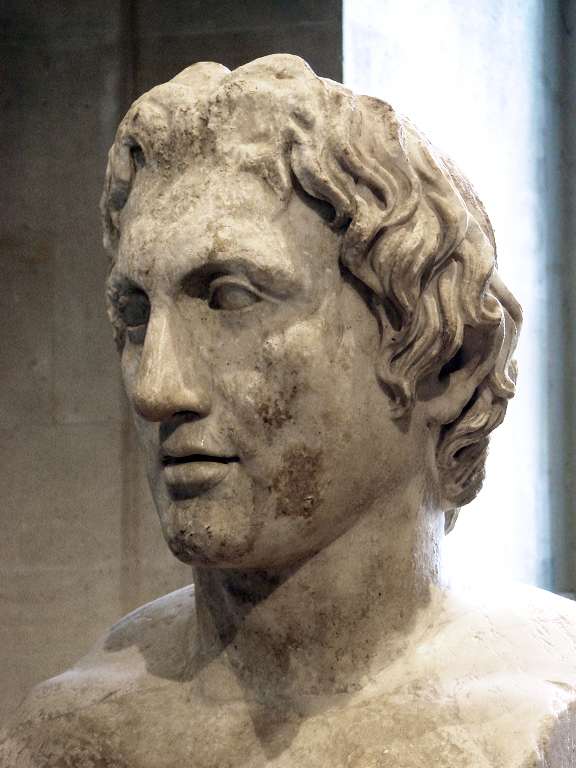
Alessandro Magno
(Lisippo)

- I Macedoni e i loro alleati greci, guidati da Alessandro, con circa 5000 cavalieri e 30 000 fanti
- I Persiani, sotto un comando congiunto di satrapi, con circa 10 000 fanti, 15 000 cavalieri e 8000 mercenari greci

La stima del numero dei combattenti, secondo le varie fonti, ammontava a una cifra tra i 30 000 e i 35 000 uomini per i Macedoni e tra i 25 000 e i 32 000 uomini per i Persiani.

## Luogo
La battaglia ebbe luogo sulla strada tra Abido e Dascilio (vicino all'attuale Ergili, in Turchia), presso il fiume Granico (l'attuale Biga Çayı). La località è vicina al sito della leggendaria Troia.

## Preludio
Consolidata la sua posizione in Grecia e Macedonia dopo la morte del padre, Filippo II di Macedonia, nel 334 a.C. Alessandro si diresse in Asia. Varcò l'Ellesponto da Sesto ad Abido e risalì la strada fino a Dascilio, capitale della satrapia di Frigia. I vari satrapi dell'Impero Persiano si allearono tra loro e cercarono la battaglia sulle sponde del fiume Granico. Un mercenario greco, Memnone di Rodi, suggerì di fare terra bruciata ritirandosi da Alessandro, ma il suo consiglio venne respinto.

## La battaglia
Secondo lo storico Arriano, i persiani posizionarono la loro cavalleria di fronte alla fanteria e avanzarono sul lato destro (est) del fiume. L'esercito di Alessandro li incontrò il terzo giorno di maggio, avanzando da Abido. Le varie fonti riportano due versioni: in una Alessandro attaccò immediatamente, mentre nell'altra egli attraversò il fiume a monte e attaccò all'alba del giorno successivo (su suggerimento del suo secondo in comando, Parmenione).
In ogni caso i Persiani avevano parte della cavalleria che entrò in contatto con le prime unità macedoni arrivate sul posto. Alessandro guidò gli Eteri in una carica vincente, mentre i fanti coprivano il resto della colonna da battaglia che si formò contro i Persiani. La linea macedone era disposta con le pesanti falangi al centro e la cavalleria su entrambi i lati.

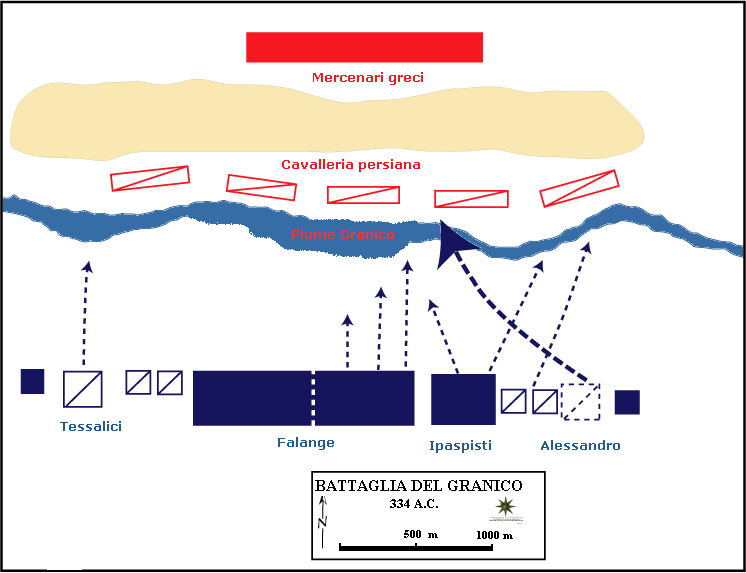
Schieramento iniziale e principali movimenti

La battaglia ebbe inizio con una finta della cavalleria e della fanteria leggera della sinistra macedone, al comando di Parmenione. I Persiani rinforzarono pesantemente quel lato e la finta fu respinta ma, a quel punto, Alessandro aveva guidato la cavalleria nella sua classica carica a cuneo e irruppe nel centro della linea persiana. I Persiani contrattaccarono con uno squadrone di nobili a cavallo. I resoconti mostrano che nella mischia diversi nobili persiani di alto rango vennero uccisi da Alessandro in persona o dalle sue guardie del corpo. Il re macedone venne intontito da un colpo d'ascia di un nobile persiano ma, prima che questi potesse colpire definitivamente il condottiero, gli venne reciso il braccio con cui stava per infliggere il colpo mortale da Clito il Nero. Alessandro si riprese rapidamente.
La cavalleria macedone piegò quindi verso sinistra e iniziò a circondare quella persiana, la quale era impegnata con il fianco sinistro della linea macedone dopo un'avanzata generale. Si aprì quindi un vuoto nella parte della linea di battaglia lasciata da poco sguarnita. La falla venne tappata dalla fanteria macedone che in questo modo impegnò la fanteria persiana di scarsa qualità delle retrovie. A questa mossa entrambi i fianchi della cavalleria persiana si ritirarono, vedendo il collasso del centro. Anche la fanteria si diede alla fuga e molti vennero abbattuti durante la ritirata. Il persiano Arsite riuscì a salvarsi, ma sentendosi in colpa per la sconfitta, si suicidò.
Le perdite totali dei Macedoni furono tra i 300 e i 400 uomini. I Persiani ebbero 2000 fanti catturati, mentre circa 1000 cavalieri e 3000 fanti vennero uccisi, la gran parte dei quali durante la ritirata. Solo 2000 degli 8000 mercenari greci agli ordini di Memnone furono risparmiati e mandati ai lavori forzati nelle miniere del Pangeo, in quanto greci erano andati contro le leggi degli alleati. Il conquistatore diede grandi onori ai caduti, esentando da tasse genitori e figli dei combattenti defunti più fedeli. Alessandro, nel trattare le spoglie nemiche fu diplomatico, inviando 300 armature ad Atene con un messaggio che ricordava: «Alessandro, figlio di Filippo, e i Greci, eccetto gli Spartani, dedicano queste spoglie tolte ai barbari che vivono in Asia»; in questo modo dimostrò umiltà e rispetto. Le armature furono un ovvio riferimento ai 300 guerrieri spartani che nel 480 a.C. morirono con il re Leonida al passo delle Termopili.
Lo storico moderno Peter Green suggerisce che le differenze riscontrate nei vari resoconti della battaglia e l'ordine di battaglia apparentemente suicida dei Persiani (la cavalleria che difende un fiume dove non poteva eseguire nessuna carica e la posizione arretrata dei mercenari greci dove non potevano essere di alcuna utilità) furono dovuti ad uno stallo di Alessandro durante le prime fasi della battaglia. Secondo la versione di Green, Alessandro trascurò il consiglio di Parmenione e attaccò immediatamente le posizioni persiane. L'argine ripido era adeguatamente sorvegliato dalla fanteria nemica, la quale fece piovere giavellotti su Alessandro e le sue forze. Queste vennero pesantemente colpite e costrette a ritirarsi. Alessandro allora accettò, risentito, il suggerimento di Parmenione, attraversò il fiume nella notte in un punto sguarnito e combatté la battaglia all'alba del giorno seguente. La seconda parte della battaglia del Granico, che ritroviamo descritta nei vari resoconti, si svolse quindi senza l'attraversamento del fiume (che avvenne il giorno prima). Questo spiegherebbe gli insensati ordini di battaglia dei Persiani. La cavalleria persiana si sarebbe affrettata verso la posizione in cui di notte Alessandro aveva attraversato il fiume e avrebbe raggiunto il punto del primo scontro, con la fanteria più lenta che si affrettava a raggiungere il campo di battaglia. Anche se Alessandro alla fine vinse la battaglia, avrebbe avuto ampi motivi per nascondere la sua iniziale prima sconfitta sul suolo asiatico e sarebbe stato riluttante ad ammettere di essersi sbagliato mentre Parmenione era nel giusto.

## Conseguenze
La battaglia del Granico rappresenta lo scontro dove Alessandro si trovò più vicino alla morte. Costrinse i Persiani a riconoscere l'esercito macedone come un serio avversario. L'effetto immediato della battaglia fu di liberare le città greche in Asia Minore e stabilire una testa di ponte attraverso la quale Alessandro avrebbe potuto condurre nuove campagne contro l'Impero Persiano.

## Identificazione del luogo
Secondo gli storici greci, Alessandro costruì il proprio campo nei pressi di una grande palude sovrastata da una piccola collina, facendo tappa nella città di Hermaion prima di attaccare le truppe nemiche.
Gli archeologi sono riusciti a trovare delle tombe macedoni sull'argine orientale del fiume granico punto e, inoltre, il rilevamenti paleografici hanno dimostrato l'esistenza di un'antica palude, descritta dagli storici greci antichi, nel luogo identificato come quello della battaglia.